# 永和分屍案 (2018年)
永和分尸案，又稱孫武生殺人案，是指加拿大男子在台灣新北市永和遭杀害并肢解的刑事案件，具有美国和以色列双重国籍的嫌犯孫武生在事件爆發後，立即潜逃菲律宾，直到2018年9月才被逮捕歸案。

## 案发过程
2018年8月22日，台湾警方获报到达案發現場——永和新店溪畔，发现一具无头男尸，其前臂、小腿已被肢解，从死者爱犬及好友得知并确定是43岁的加拿大男子顏柏萊（英語：Ramgahan Sanjay Ryan）。死者妻子曾在2017年10月8日宜兰戏水时不慎溺毙，并上新闻版面。
8月24日，警方先对6名外国人进行盘查，初步锁定30岁俄罗斯男子和美国籍女子。因2人皆在大安区担任英语老师和死者碰面后去向不明，2人主動到案訊問後警方排除涉案可能。
9月5日深夜，菲律宾移民局收到美国及台湾的申请，要求遣送37岁的男子孫武生到台湾。美国事前已撤销孫武生的护照，使他成为無籍的外侨。因此菲律宾移民局与警方到黎萨省肯塔镇的一栋公寓将他逮捕。
主嫌被認為是以色列裔美籍男子孫武生（Mayer Oren Shlomo），外號「OZ」，共犯為非裔美籍男子班特（Bent Ewart Odane）及台籍男子吳宣。2018年9月，孫武生從菲律賓被押解回臺灣；同時，共犯班特也立即向警方透露，因為孫武生在美國時就已相當兇殘，怕連累家人的班特才遲遲不敢吐實。

## 一審宣判
2020年2月15日臺灣新北地方法院一審宣判出爐，依殺人罪嫌判處美籍男子孫武生無期徒刑，褫奪公權終身，並於執刑完畢或赦免後，驅逐出境。非裔美籍男子班特有期徒刑12年6月，並於執刑完畢驅逐出境。另依幫助傷害致死罪判處美籍男子何傑生（Hobbie Jason Eugene）有期徒刑1年6個月、協助購買凶器的台籍男大生吳宣有期徒刑6個月，另外，4人因販毒涉洗錢部分均獲判無罪，全案可上訴。宣判時僅班特及何傑生到庭聆判，班特獲知結果後眉頭深鎖，至於孫武生選擇不出庭聆判。

## 二審宣判
2021年1月13日臺灣高等法院判美國籍、以色列籍主嫌孫武生（Mayer Oren Shlomo）應執行無期徒刑，美國籍被告班特（Bent Ewart Odane）12年6月徒刑，均於刑後驅逐出境；另美籍被告何傑生（Hobbie Jason Eugene）及台灣男子吳宣維持原判決刑度1年6月和6月，全案可上訴。

## 三審宣判
2021年5月12日最高法院認定二審判決沒有違誤，駁回上訴，全案定讞。以色列裔美籍男子孫武生，法院一、二審都判無期徒刑，執行完畢後驅逐出境；案經上訴，最高法院駁回上訴定讞。同案被告非裔美國人班特二審被判刑12年半，何傑生（美籍）、吳宣（台美雙重國籍）依幫助傷害罪各處1年6月、6月，3人都未上訴最高院，已於二審定讞。